# Гурамі місячний
Гурамі місячний (Trichopodus microlepis) — вид лабіринтових риб (Anabantoidei) з родини осфронемових (Osphronemidae).
Тривалий час вид перебував у складі роду Trichogaster, і тому в старій науковій і акваріумній літературі він зустрічається під назвою Trichogaster microlepis. Після відновлення роду Trichopodus отримав свою сучасну наукову назву.

## Опис
У природі місячні гурамі виростають до 13-15 см завдовжки. Тіло порівняно високе, витягнуте, сильно стиснуте з боків. Загалом форма тіла є характерною для гурамі з роду трихопод, але цей вид трохи стрункіший, а лоб у цих риб увігнутий.
Спинний плавець має 3-4 твердих і 7-10 м'яких променів, анальний — 10-11 твердих і 34-40 м'яких променів. Черевні плавці дуже довгі і тонкі, як ниточки. У бічній лінії 57-65 лусок.
Забарвлення риб однотонне, сріблясто-блакитне. Завдяки дуже дрібній лусці воно виглядає матовим, шовковистим. Горло при збудженні набуває червонуватого забарвлення. Очі великі, райдужна оболонка червона. У молодих риб уздовж тіла проходить слабка темна смуга. Вона може виявлятися також у дорослих самців у період нересту.
Статеві відмінності в місячних гурамі невиразні й помітні лише в дорослому віці. Самців і самок можна розрізнити за забарвленням черевних плавців-вусиків. У самців вони оранжеві або червоні, у самок — жовтуваті. Самці трохи більші за самок і стрункіші за них. Спинний плавець у них трохи довший і загострений на кінці. Самки ж мають помітно більше черево.
Як і всі представники підряду Anabantoidei, ці риби мають допоміжний орган дихання, який називається лабіринтовим апаратом. Таку назву він отримав через лабіринтну структуру каналів, які дозволяють рибам видобувати кисень з атмосферного повітря, яке вони хапають з поверхні. Риба мусить використовувати цей допоміжний спосіб дихання, і він дозволяє їй жити в бідних на кисень водах.

## Поширення
Вид поширений у Південно-Східній Азії, у басейні річок Меконг і Чаопхрая (Таїланд, Камбоджа, Лаос, Південний В'єтнам). Був виявлений також у водоймах Колумбії, куди мабуть потрапив з акваріумних господарств.
Є звичайною рибою на всій території поширення. Водиться в прісних стоячих або із млявою течією водоймах (ставках, озерах, болотах, в заплавах річок). Тримається на мілководді серед густої водяної рослинності. Харчується зоопланктоном, ракоподібними та водяними комахами.

## Значення для людини
На батьківщині місцеве населення вживає цих риб у їжу. Продаються у свіжому вигляді. Завдяки стійкості місячних гурамі до дефіциту кисню, продавці мають змогу протягом тривалого часу тримати їх у моху.
Вид також розводять в неволі й тримають в акваріумах. Місячні гурамі зовні не такі привабливі, як їхні найближчі родичі плямисті та перлинні гурамі, тому зустрічаються в акваріумах не так часто.

## Утримання в акваріумі
Мирний, трохи лякливий вид. В акваріумах риби не досягають своїх максимальних розмірів і зазвичай виростають до 10-12 см. Акваріум потрібен просторий, місткістю не менше 100 літрів. Добре, коли він буде густо засаджений рослинами, це надасть рибам потрібний спокій. Можна тримати місячних гурамі разом з іншими спокійними рибами аналогічного розміру.
До хімічного складу води суттєвих вимог не виставляють. Показник pH може бути в межах 6,0-7,0, твердість 2-25°dGH. Люблять тепло, температура має становити 25-28˚С.
Годують місячних гурамі будь-якими звичайними видами живих, сухих і рослинних кормів. Іноді вони обгризають водорості з листя водяних рослин.
У неволі місячні гурамі живуть до 6 років.

## Розведення
Розводити цих риб порівняно легко. Нерест парний. Самець будує дуже велике (до 25 см у перетині) й високе гніздо з піни. При будівництві використовується велика кількість рослинних часток, іноді навіть цілі рослини. Нерестовище повинно бути доволі просторим, ураховуючи високу плідність риб (500—1000 ікринок за нерест). Температура води повинна становити 28-30˚С.
Найчастіше нерест відбувається уночі або на світанку. Самець складається навпіл і обіймає самку своїм тілом. Риби різко перевертаються черевом догори й відкладають порцію ікри, яка спливає до поверхні води. Після цього самець проганяє самку, а сам збирає ротом ікринки й випльовує їх у гніздо. Через 5-10 хвилин ікрометання повторюється. По закінченні нересту самку відсаджують з нерестовища, а самця залишають охороняти гніздо й доглядати за потомством.
Інкубаційний період триває близько 3 днів, ще через день личинки перетворюються на мальків і розпливаються по усьому акваріуму. Самець втрачає батьківський інстинкт (та він більше й не потрібен приплоду), і його забирають з акваріума. Стартовий корм: інфузорії, коловертки, дрібний живий пил.